# Борстель (Нижня Саксонія)
Борстель (нім. Borstel) — громада в Німеччині, розташована в землі Нижня Саксонія. Входить до складу району Діпгольц. Складова частина об'єднання громад Зіденбург.
Площа — 27,15 км2. Населення становить 1176 ос. (станом на 31 грудня 2021).